# Andrija Jamometić
Andrija Jamometić, (1420. – Basel, 1484.) je bio, dominikanac, teolog, diplomat i nadbiskup. potječe iz stare hrvatske obitelji Jamometa i rođen negdje u zaleđu Nina i Zadra (na području Ravnih kotara) negdje između 1420. i 1430. godine. Studij filozofije i teologije je započeo na dominikanskom učilištu u Zadru a nastavio ga je u Italiji (Padua i Firenca). Papa Siksto IV. ga je 10. siječnja 1476. godine imenovao nadbiskupom. Djelovao je i u Švicarskoj.
Bio je dominikanac. Ubijen je u baselskom zatvoru 1484. godine.